# TEP80型柴油机车
TEP80型柴油机车（俄语：ТЭП80）是苏联铁路的大功率准高速干线客运柴油机车车型之一，由科洛姆纳内燃机车制造厂设计制造，于1988年研制成功，仅试制了两台并未投入批量生产。TEP80型柴油机车是单节八轴的6000马力干线客运柴油机车，设计用于牵引大编组旅客列车，走行部为两台四轴转向架，动力装置为一台1Д49型四冲程柴油机，传动方式为交—直流电力传动。1993年10月5日，TEP80-0002号机车在莫斯科-聖彼得堡鐵路上创造了271公里/小时的速度纪录，至今仍然是柴油机车的速度记录保持者。目前，两台机车分别保存在新西伯利亚和圣彼得堡的铁路博物馆。

## 发展历史

### 背景
1970年代初期，为了满足苏联铁路客运的发展需要，科洛姆纳内燃机车制造厂按照苏联交通部的要求，先后开发研制了TEP70、TEP75型快速客运柴油机车。其中TEP70型机车是苏联第一种单机功率达到4000马力并投入批量生产的柴油机车，而TEP75型机车也是苏联第一种单机功率6000马力的客运柴油机车。由于同时要研制功率等级分别为4000马力和6000马力、持续牵引力分别为17000公斤和18000公斤、构造速度均为160公里/小时的两种六轴客运柴油机车，两者在结构上均具有最大程度的统一化。然而，由于TEP75型机车装用一台20气缸的1Д49型柴油机，轴重达到24.5吨，高速运行时轮轨作用力过大，因而未批准投入批量生产。

### 研制
至1980年代，苏联铁路旅客运输量持续快速增长，仅在第十一个五年计划（1981年—1985年）期间铁路客运量增长已达到9.3%。为了提高铁路的通过能力，苏联交通部决定在主要干线上采取扩大旅客列车编组的措施，逐步将旅客列车的车厢数量提高到22～24辆，并计划将进一步提高到30～32辆。1985年，苏联铁路有180趟旅客列车扩编为20～24辆，并于1986年在莫斯科往克里米亚、高加索地区方向的铁路上进行32辆大编组客车的试运行。为此，苏联铁路需要研制一种持续牵引力达到24000公斤、构造速度为160公里/小时、轴重不大于22.5吨、功率等级为6000马力的快速客运柴油机车。由于当时世界上还未曾出现过这种类型的大功率客运机车，所以这是一项全新的课题。1980年代中期，科洛姆纳内燃机车制造厂在总工程师赫列勃尼科瓦（Ю- В. Хлебникова）的领导下，开始研制新一代的TEP80型柴油机车。
研制TEP80型柴油机车的最大挑战，是使其轴重不得大于22.5吨。科洛姆纳工厂因此决定采用八轴的走行部，并开发了一种新颖的均衡梁式四轴转向架，以将车体重量平均分配在八根车轴上。这种转向架不论是高速运行于直线区段还是曲线区段，均能保证具有优良的运行品质和动力学性能。TEP80型机车也大量应用了TEP70、TEP75型机车在设计、运用、试验及改进过程中获得的经验和成果。机车的动力装置为一台1Д49型四冲程柴油机，并采用了交—直流电力传动系统、大功率电阻制动装置及微机控制系统。

### 试验

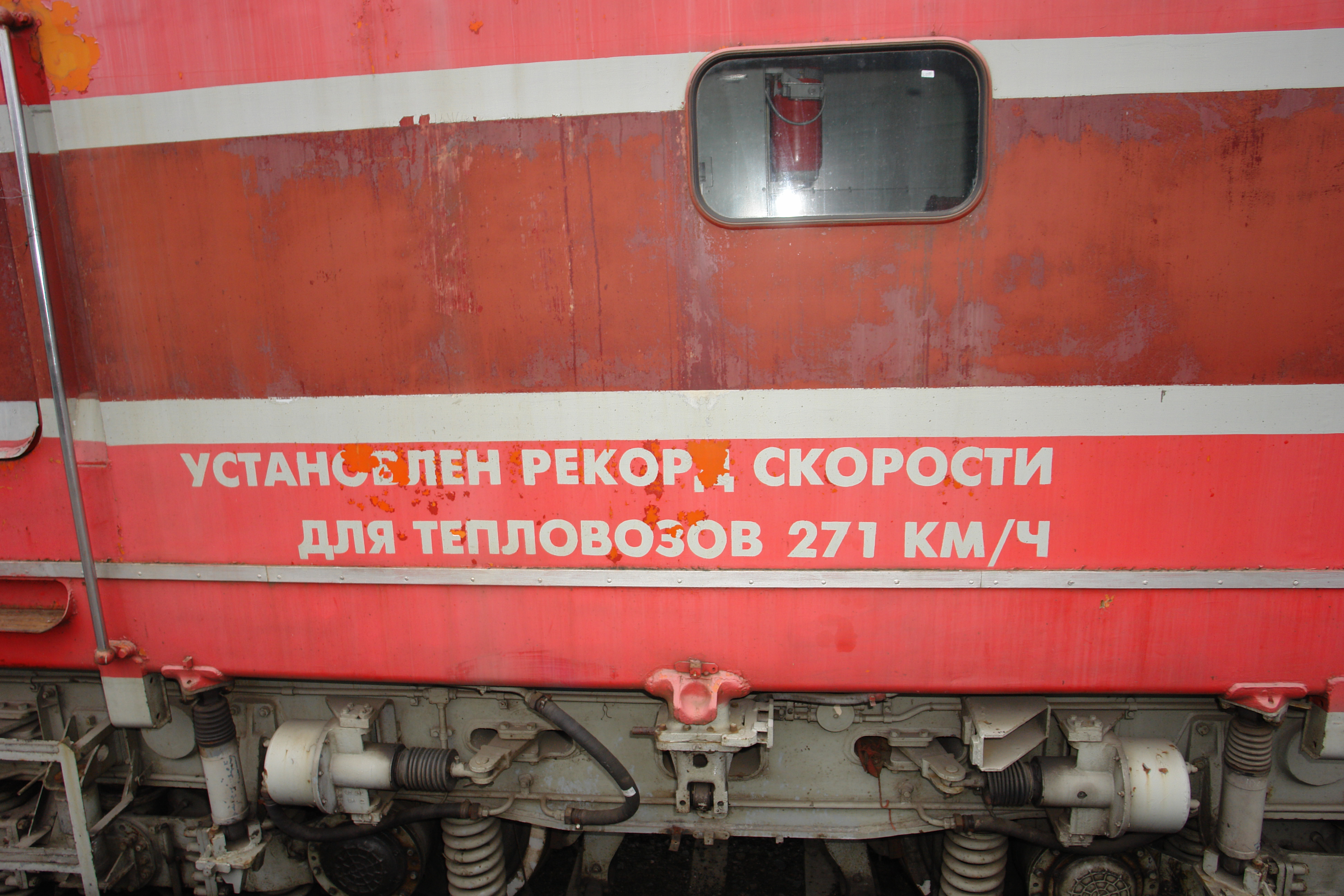
TEP80-0002号车体上喷涂的271公里/小时速度纪录

1988年至1989年间，科洛姆纳工厂先后制成了两台TEP80型柴油机车。1989年，两台机车被送往全苏铁道运输科学研究院位于莫斯科州谢尔宾卡的环形铁道试验基地开始进行性能试验，其中TEP80-0001号机车并在环形铁道举行的1989年国际铁路运输展览会上首次对外展出。1990年秋季，TEP80型机车在北高加索铁路局管内别洛列琴斯克至迈科普之间的高速试验区段，进行了对线路及道岔动力作用在内的综合动力学试验，同时并和TEP70型机车进行了对比试验，最高试验速度达到196公里/小时。试验结果显示，TEP80型机车能完全满足运行时速160公里/小时的动力性能技术条件，而且对线路及道岔的作用力比较小。
然而在不久之后，随着突如其来的苏联解体，独联体国家的铁路运输生产均面临严重滑坡，亦对铁路科研工作造成很大困难。尽管如此，由于俄罗斯当时正筹备兴建国内第一条高速铁路客运专线——圣彼得堡—莫斯科高速铁路，TEP80型柴油机车的命运远较其他大功率货运柴油机车幸运，并没有像TE136、2TE126型货运机车那样被废弃，而是继续用于进行关于高速铁路机车车辆的技术研究。
1993年，在全俄铁道运输科学研究院的组织下，TEP80型机车在十月铁路局进行了高速动力学试验。试验区段选定在莫斯科-聖彼得堡鐵路的什柳兹站（Шлюз）至多罗希哈站（Дорошиха）之间，区段全长42公里。负责进行试验的TEP80-0002号机车在科洛姆纳机车厂接受改造，将牵引齿轮传动比由3.12改为2.03，使机车构造速度由160公里/小时大幅提高到250公里/小时。试验分为三个阶段，第一、二阶段试验是机车车轮分别在无磨耗及2毫米磨耗的情况下，进行时速160～260公里/小时的运行试验，第三阶段试验是机车转向架加装横向减振器后进行时速260公里/小时的运行试验。1993年10月5日，TEP80-0002号机车的最高试验速度达到了271公里/小时，打破了由英国铁路43型柴油机车在1987年所创造的纪录（238公里/小时），成为世界上速度最高的柴油机车并保持至今。

## 技术特点

### 总体结构

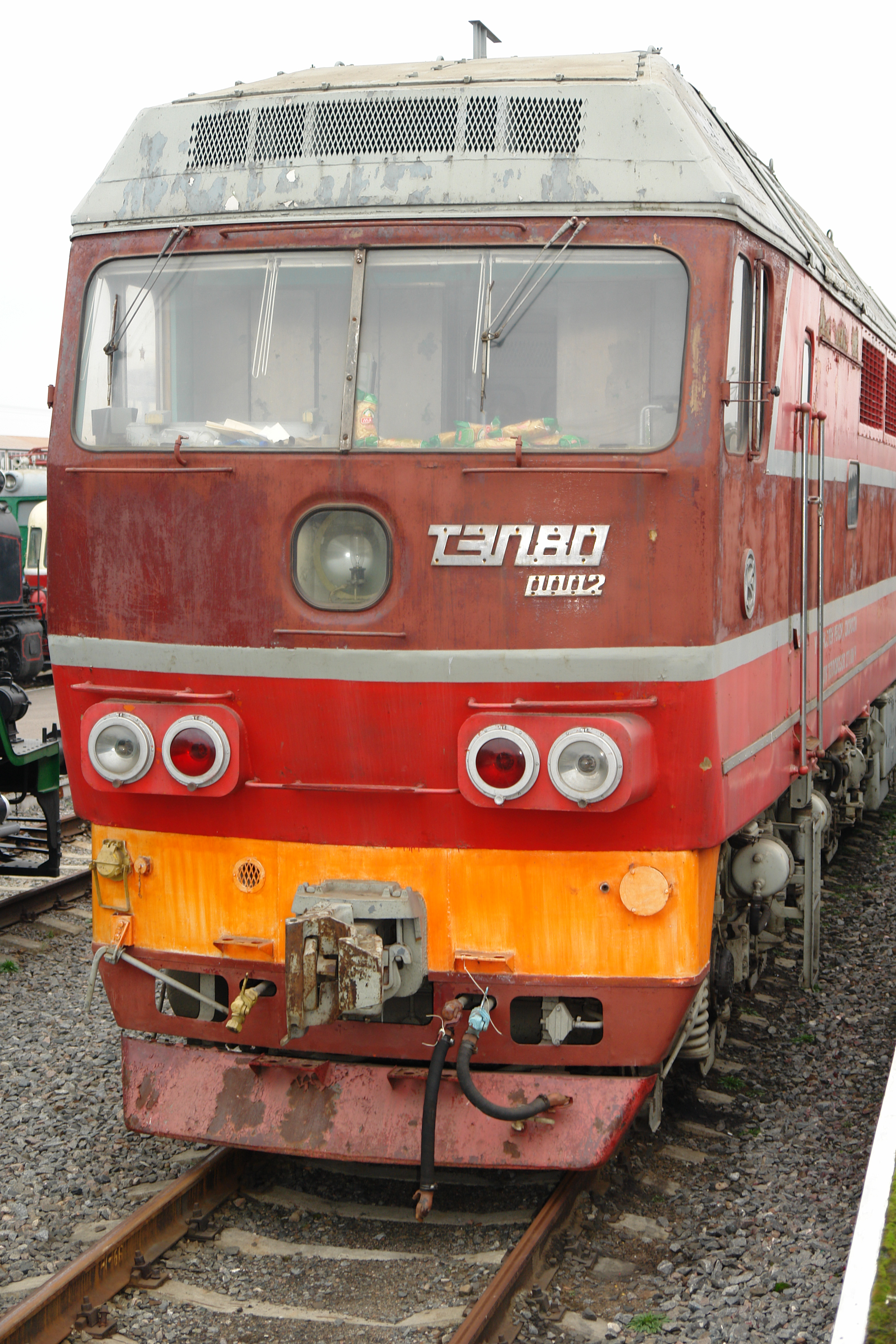
司机室外观

TEP80型机车是单节八轴的干线客运用柴油机车，采用了斜杆桁架式侧壁承载结构的轻量化车体，是一个由车架、侧墙、司机室、上弦梁、下弦梁等部件焊接成一个完整的箱形结构。为了尽可能降低车体重量，车体底架及骨架受力元件广泛采用低合金钢焊接结构，并采用了大容量承载式燃油箱，车体侧壁蒙皮用铝合金板制造，车顶的可拆式顶盖全部采用铝合金型材和板材制造。TEP80型机车的车体长度为24500毫米，比TEP70型机车（21700毫米）延长了2800毫米；车体钢结构重量达到24597公斤，比TEP70型机车增加了5287公斤；但由于TEP80型机车的功率比TEP70型机车提高了50%，单位马力车体钢结构重量反而从4.83公斤/马力下降到4.1公斤/马力。
车体上部由前至后分别为第一司机室、冷却室、动力室、电气室及第二司机室。动力室内安装了一台柴油发电机组，以及柴油机空气滤清器、增压空气冷却器、排气消音器、起动发电机、励磁机等辅助设备。电气室内设有高压电器柜、制动电阻柜、空气压缩机、空气滤清器、轴流式通风机等设备。冷却室内设有散热器、风扇、预热锅炉、灭火器等设备。车体下部两台转向架之间设有承载式燃油箱，其两侧设有蓄电池箱，前后分别设有两个总风缸。

### 冷却系统
机车的冷却水系统分为高温冷却水系统及低温冷却水系统。高温水系统是柴油机冷却水的系统，而低温水系统是为机油热交换器及柴油机增压空气而设的冷却水系统。冷却装置由散热器与风扇组成，冷却水带出的热量在散热器中传给空气而冷却，冷却室顶部设有两台采用静液压驱动的轴流式风扇，由静液压泵、液压马达带动风扇运转，能根据水和油的温度自动调节转速。而其他设备的通风冷却方面，TEP80型机车继续沿用了TEP70型机车所采用的中央通风冷却系统，采用一台由牵引发电机输出法兰驱动的轴流式通风机，通过顶盖百叶窗及空气滤清装置抽入冷风，经过通风支路向牵引发电机、牵引电动机、整流装置集中送风冷却，中央通风冷却系统具有空气流量大、空气过滤效果好、减少辅助功率消耗等优点。

### 柴油机
TEP80型机车装用一台2-10ДГ型柴油发电机组，包括一台1Д49型大功率柴油机及一台ГС-519У2型牵引发电机组。1Д49型柴油机（苏联国家标准GOST型号为20ЧН26/26）由科洛姆纳内燃机车制造厂设计制造，是Д49型柴油机的系列产品之一。该型柴油机是20气缸、四冲程、二级增压带中间冷却的V型中速柴油机，气缸直径为260毫米，活塞行程为260毫米，额定转速为每分钟1100转，装车功率为6000马力（4,416千瓦），单位燃料消耗量为158～166克/有效马力·小时。柴油机采用了二级增压系统，第一级是单级轴流式废气涡轮增压器，第二级是由离心式鼓风机组成的单级机械增压器，每级增压器均设有增压空气中间冷却器（中冷器）。柴油机具有两条废气排放管，分别对应两排气缸。柴油机整体净重22,600公斤。

### 传动系统
机车传动装置采用交—直流电传动，柴油机通过盘式联轴器直接驱动一台三相交流同步牵引发电机，经硅整流装置转换成直流电后，供给八台牵引电动机。机车采用由哈尔科夫重型电机厂设计制造的ГС-519У2型牵引发电机，为凸极式三相交流他励同步发电机，定子为两组星形接法的三相绕组，额定功率为4060千瓦，额定频率为133赫兹。机车具有发电机恒功率励磁调节功能，以充分利用柴油机的功率。
牵引发电机发出的三相交流电由两组В-ТППД-4К-1000型硅整流装置转换成直流电，整流装置分为牵引整流及列车供电整流两个单元，其中牵引整流部分设有二组并联的三相桥式整流电路，而列车供电整流部分则输出3000伏直流电，为旅客列车提供取暖电源。
牵引电动机采用ЭД-121ВУХЛ1型四极串励直流牵引电动机，由哈尔科夫重型电机厂设计制造，额定功率为411千瓦，短时功率可达610千瓦，额定电压为515伏，最高工作电压为750伏，额定转速为每分钟645转，最高转速为每分钟2320转，单台电机重量为2950公斤。此外，TEP80型机车设有具备全功率自负荷试验功能的电阻制动装置，在电阻制动工况时牵引电动机变为他励直流发电机工作，并与制动电阻相联，制动功率为4000千瓦。

### 控制系统
TEP80型柴油机车采用微机控制，分别设有三套不同的控制系统，包括机车集中监视、诊断及控制系统（СЦКДУ-Т）、柴油发电机组综合管理及保护系统（СКРЗД-1）、以及机车运行参数控制系统（УКПД）。

### 转向架

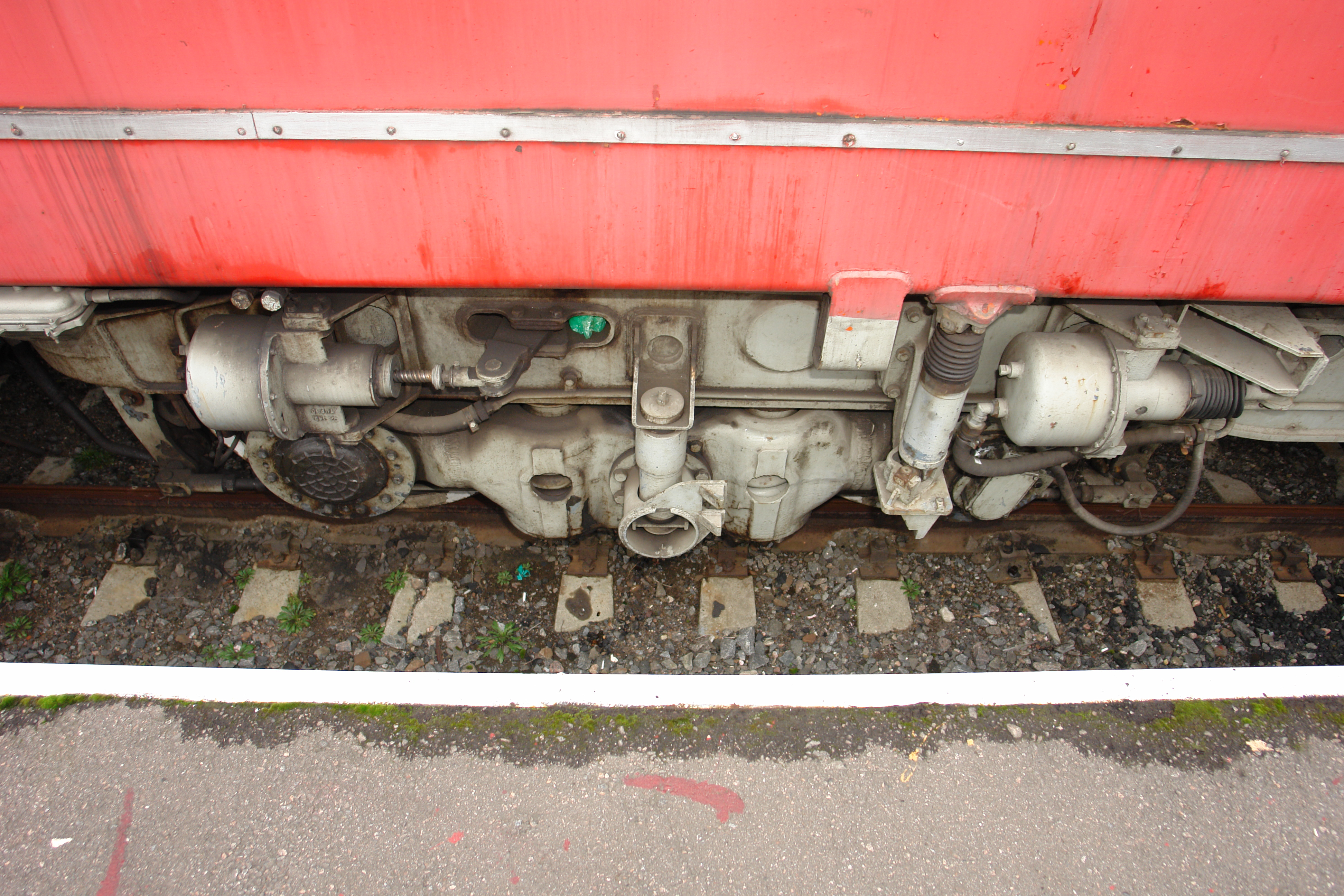
采用均衡梁联接的二轴转向架

机车走行部采用两台四轴转向架，TEP80型柴油机车既没有采用TEM7、ChME5型调车机车的中间构架式四轴转向架，也没有沿用TE136、2TE126型货运机车的下纵向牵引梁式四轴转向架，而是采用了新颖的均衡梁式四轴转向架（苏联专利证书号：СССР N 1664634, кл. 61 F 5/00, 1991.）。每台四轴转向架均以两台二轴转向架为基础，车轮直径为1220毫米。在每台二轴转向架中，两个轮对采用带球面轴箱轴承的纵向均衡梁联结，两轴距离为1.85米，均衡梁的中部通过弹簧支柱与四轴侧架相连，从而取消了二轴转向架构架。来自车体的垂直载荷直接传到均衡梁上，侧向负荷是经过弹簧支柱传递。两台无构架式二轴转向架采用带弹簧支柱的大型侧架连接起来，从而构成一台四轴转向架。在这种结构中，轮对实际上只能沿转向架的纵轴相对于转向架侧架垂向移动，转向架固定轴距达到6.2米，二轴转向架的均衡梁连接可以使机车通过曲线时所产生的横向作用力进行重新分配，同时也使各个轮对之间的垂直载荷作均衡分配，以减少轴重转移。
转向架的一系悬挂装置采用由螺旋弹簧及橡胶垫的独立悬挂结构，均衡梁及侧架之间并装有垂向油压减震器，一系悬挂的静挠度为70.5毫米；而二系悬挂装置为转向架侧架上每侧五个的高柔度螺旋圆弹簧，静挠度为113毫米，车体和转向架之间亦设有垂向油压减振器。为了满足机车高速运行时动力学性能要求，机车采用了轮对空心轴式牵引电动机全悬挂，将牵引电动机全部重量悬挂在转向架构架上，牵引电动机的扭矩通过单侧牵引齿轮、弹性橡胶元件、空心轴套等部件，从而驱动轮对，常规的牵引齿轮传动比为3.12。基础制动装置采用双侧闸瓦踏面制动。
由于TEP80型柴油机车的均衡梁式四轴转向架动力学性能优异，不仅在直线区段上高速运行时具有较高的稳定性，在曲线上亦能大大减少对钢轨的横向作用力，因此这种转向架结构后来也被EP200型电力机车所沿用。

## 车辆保存
- TEP80-0001：从2009年5月起在位于新西伯利亚的新西伯利亚铁路设备博物馆（Новосибирский музей железнодорожной техники）展出。
- TEP80-0002：保存在位于圣彼得堡华沙火车站的十月铁路博物馆。

## 参看
- TEP70型柴油机车
- TEP75型柴油机车
- EP200型电力机车
- TE136型柴油机车